# Grynsopp
Grynsopp (Suillus granulatus) är en svamp som ofta förekommer i kalkrika tallskogar. Vid rensning så måste hatthuden tas av.
Det är en läcker matsvamp som bör plockas vid torr väderlek, då den inte är slemmig.